# Heinz von Davidson
Heinz von Davidson (29 de Dezembro de 1918 - 25 de Maio de 2004) foi um comandante de U-Boot que serviu na Kriegsmarine durante a Segunda Guerra Mundial.